# The Unknown Soldier (The Doors)
The Unknown Soldier è il quinto singolo del gruppo rock statunitense The Doors.
Scritta dai The Doors, il brano, il cui titolo in italiano significa "milite ignoto", ha un testo incentrato contro la guerra del Vietnam.
Per la realizzazione Paul A. Rothchild, per ottenere una resa buona della canzone, fece cantare e ripetere la canzone per molte volte (si parla di un centinaio di Takes).
Il singolo si piazzò alla posizione numero 39.

## Posizioni in classifica
| Anno | Singolo                                              | Chart             | Posizione |
| ---- | ---------------------------------------------------- | ----------------- | --------- |
| 1968 | "“The Unknown Soldier”/We Could Be So Good Together" | Billboard Hot 100 | 39        |